# دوس (محافظة المندق)
دوس: أحد مراكز إمارة منطقة الباحة، تقع في شمال غرب الباحة على مسافة 50 كيلاً. ويقطنها 6638 نسمة.